# Base aérienne Suryadarma

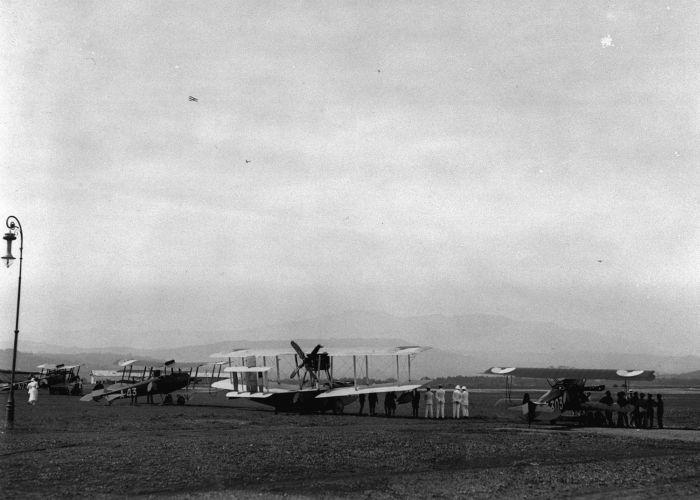
Visite du gouverneur général des Indes néerlandaises D. Fock à Kalijati en 1922.

La base aérienne Suryadarma est l'une des neuf bases de l'armée de l'air indonésienne sur l'île de Java. Elle porte le nom de Suryadi Suryadarma, le premier commandant en chef de l'armée de l'air. Elle est située dans le village de Kalijati, dans le kabupaten de Subang.
À l'époque des Indes néerlandaises, la base était un centre de formation de pilotes. C'est là que le 2 mars 1942, les troupes coloniales hollandaises ont signé leur reddition aux troupes japonaises. Aujourd'hui, la base forme des pilotes d'hélicoptères.
Elle abrite les Skadron Udara 7, équipé d'hélicoptères Bell 47G-3B-1, Bell 204B et Eurocopter EC120 Colibri, et 9, équipé d'Eurocopter EC725 Cougar.